# 文莱壳牌石油公司
4°36′23″N 114°17′31″E / 4.6062520°N 114.2918973°E
文莱壳牌石油公司（英語：Brunei Shell Petroleum，简称，中文亦简称汶蚬）是荷兰壳牌与文莱政府合资建立的企业:3，主要负责石油和液化天然气的勘探和生产:49。该公司的前身是成立于1922年的英属马来亚石油公司:18-19，1957年易今名，其对文莱的经济和政治格局影响巨大，控制着文莱的石油开发产业，其建立和发展亦与文莱苏丹的决策密切相关，曾协助文莱发现了石油资源，并影响了苏丹加入马来西亚的立场，从而塑造了该国在经济和政治上的独立现状:49。由于人手不足，文莱政府不想建立独资的国有石油公司；尽管如此，其政府仍然计划增加其在BSP的股份，并巩固其对能源行业的影响力:97。现阶段，文莱壳牌石油公司接受文莱首相府办公室下属的石油部门的监督管理，后者在制定石油生产、保护和定价政策方面发挥着重要作用，同时还通过参与董事会监督文莱壳牌公司:50。

## 历史
1922年7月20日，英属马来亚石油公司（British Malayan Petroleum Company，简称）在荷兰皇家壳牌集团旗下成立，并注册为英资企业。同年，亞細亞火油公司和壳牌旗下的盎格鲁-撒克逊石油公司将其在文莱所拥有的石油勘探特许权出售给英属马来亚石油公司，壳牌也因此获得了对婆罗洲石油勘探近乎垄断的控制权，壳牌石油与文莱政府的协议还规定该公司每开采一顿石油，便向文莱政府支付每吨两先令（或10%的实物）的特许权使用费，并向英属婆罗洲石油辛迪加（British Borneo Petroleum Syndicate）支付一先令:42。
公司成立当年，便开始在馬來奕的拉比（Labi）进行石油勘探，而此前其他公司在此地的勘探均未取得重大成果:43。1922年11月，盎格鲁-撒克逊石油公司在都东的勘探许可证以BMPC的新名称续签勘探开采协议。1923年7月28日，双方达成协议，BMPC收购英属婆罗洲石油辛迪加在马来奕的资产，并于1925年3月9日對当地进行了空中侦察，而砂拉越和文莱政府均未反对该计划:34-35。在拉比的勘探工作遇到困难后，BMPC将重点转移到诗里亚河和贝拉河之间的地区，并于1929年4月成功在今诗里亚发现大型石油矿藏:96，而诗里亚油田的油气资源也从此得到了大规模开采出口。1949年，BMPC已将其勘探工作扩大到文莱市（今斯里巴加湾市）、都东以及诗里亚和拉比之间的地区。随着诗里亚和哲鲁东的石油产量稳定下来，该公司的海上石油勘探工作亦于1952年开始:42。
1957年1月1日，文莱政府颁布新公司法，英属马来亚石油公司重组，并以“文莱壳牌石油公司”（BSP）之名在当地重新注册，1957年3月15日，文莱壳牌石油公司正式接管了BMPC的业务。新名称的启用也反映了公司石油开发范围扩大至文莱大陆架的事实，而文莱苏丹奧瑪阿里賽義夫汀三世批准在公司名称中加入“文莱”一词，以反映该公司与文莱政府有着相同的利益，加入“壳牌”则突出了其与荷兰皇家壳牌全球业务的紧密联系。文莱壳牌石油公司也随即接管了BMPC在文莱市、都东、诗里亚等地的业务:49。在1962年文莱叛乱期间，文莱人民党对诗里亚的政府大楼和警察局发动了攻击，并试图控制BSP的石油生产设施，但最终遭到英军镇压:44。在叛乱被镇压後，迫於來自人民黨和印尼的威脅，文莱苏丹声明将加入馬來亞聯合邦，并于1963年2月5日开始与后者进行谈判，与此同时，BSP宣称发现了一个重要的油田，并告诉苏丹加入聯合邦可能会危及文莱对其石油资源的控制，最终，文莱、马来亚双方未能达成共识，而文莱苏丹也于同年7月宣布放弃加入馬來亞聯合邦:97。
1963年，BSP用早期收益较低的特许权换取了新的特许权，得在文莱4,000平方公里的大陆架以及诗里亚油田额外680平方公里的地区开采石油:49。1966 年，人们担心苏丹可能会报复英国并拒绝向壳牌提供特许权，并从英格兰银行撤回英镑储备，与此同时，英国政府也从BSP获得了可观的利润，而文莱则在伦敦拥有大量储备金:97。1968年，BSP获得了文莱更多的石油开采特许权，也包括内陆地区拉比一带298平方公里的地区及该国3,735平方公里的领海，其中一些开采区还延伸到大陆架以外。为了保持其作为文莱最大特许经营者的地位，1981年，该公司又获得了文莱3,530平方公里海域的开采特许权:50，亦于1983年在诗里亚建造了一座日产量1万桶的炼油厂，逐步实现了油品自给自足:54:28。
1975年，文莱政府与荷兰皇家壳牌集团达成了50：50的股权协议。但英国政府担心文莱可能退出该协议，因此决定让皇家廓尔喀营（Royal Gurkha Rifles）驻扎在文莱诗里亚，延续至今。英国国防部则认为，廓尔喀营不仅为壳牌的人员和设施提供了必要的安全保障，还为英国军官提供了宝贵的培训机会。尽管文莱政府否认国防谈判与壳牌协议有任何直接联系，但当局也继续承担廓尔喀营的费用，保障廓尔喀营的经济性:98-99:71。
截至1997年，BSP在文莱共拥有10,107平方公里的特许土地，其中73%位于文莱领海:50。在石油勘探和生产方面，尽管文莱政府亦给予了其他公司在大陆架开采石油的特许权，但BSP在文莱仍保持着近乎垄断的地位:55。随着对石油和天然气行业的兴趣日益浓厚，文莱政府于1973年购买了BSP25%的股份。1985年，文莱独立伊始，随着政府在该领域的作用进一步巩固，这一份额在当年上升至50%:50。

## 旗下产业
现今的文莱壳牌是一家由五家企业组成的企业集团。其中，石油和液化天然气的勘探和生产由文莱壳牌本部负责。文莱壳牌销售公司（Brunei Shell Marketing）成立于1974年，主要在文莱境内销售石油和天然气产品，所有权由文莱政府和文莱壳牌均等分割。与日本的液化天然气贸易是其他三家企业的主要活动，即文莱天然气运输公司（Brunei Gas Carriers，简称）、文莱冷气公司（Brunei Coldgas，简称）和文莱液化天然气公司（Brunei LNG）。文莱液化天然气公司成立于1969年，是一家合资企业，文莱政府、文莱壳牌与三菱商事各参股50%、25%、25%。文莱冷气公司成立于1977年，负责管理液化天然气销售，亦由文莱政府、文莱壳牌与三菱商事共同持股。文莱天然气运输公司成立于1986年12月，其前身是文莱壳牌油轮公司，公司由文莱壳牌与文莱政府各持一半股份，负责将液化天然气输送至日本:50。

### 文莱天然气运输公司

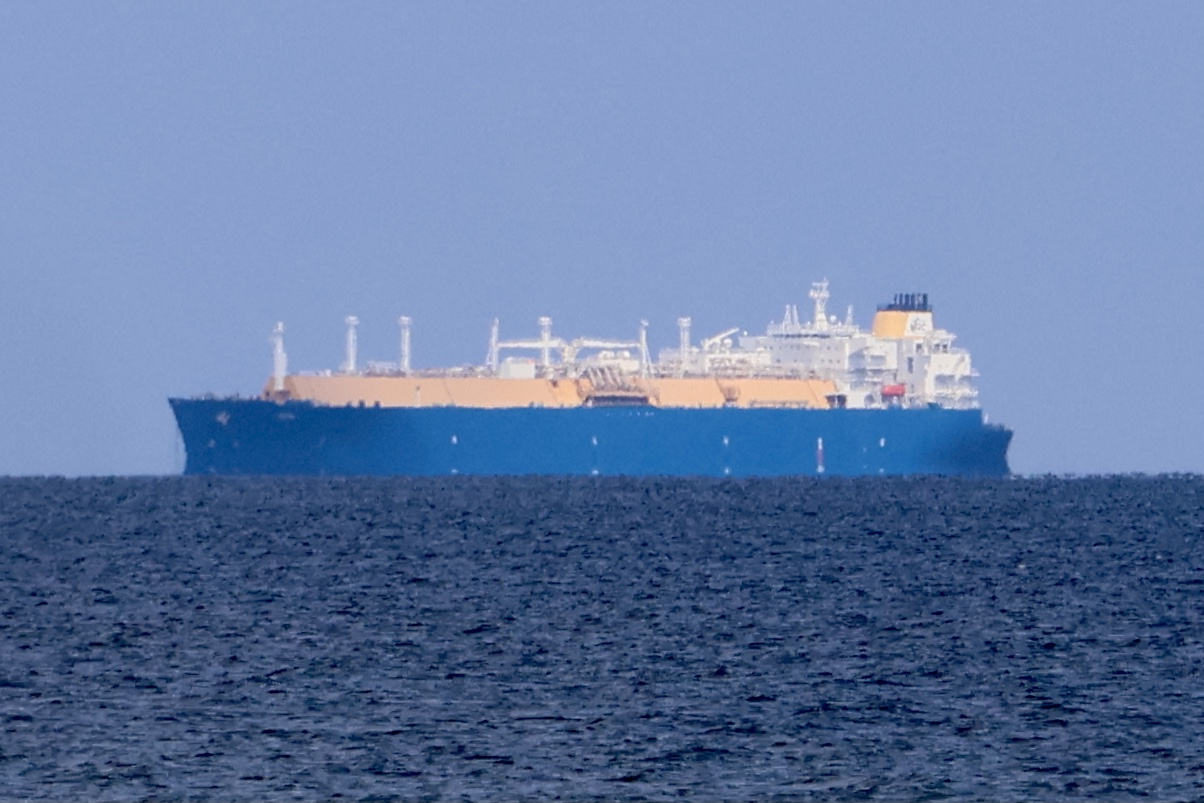
BGC的一艘A级液化天然气载运船

文莱液化天然气外输的历史始于1972年，当时，文莱向日本输出了第一批液化天然气，1973年，双方签署协议，文莱开始定期向日本提供液化天然气:28。文莱壳牌亦于1972年10月至1975年10月间购置了4艘最大存储容量约为75,000立方米的B级液化天然氣載運船，後增至7艘，皆由法国企业建造。1986年，文莱壳牌油轮公司（Brunei Shell Tankers）成立后，接管了这些船舶，2002年，其业务被文莱天然气运输公司取代:28，而该公司所拥有的所有B级载运船均于2018年退役，由A级载运船替代。

### 文莱液化天然气公司

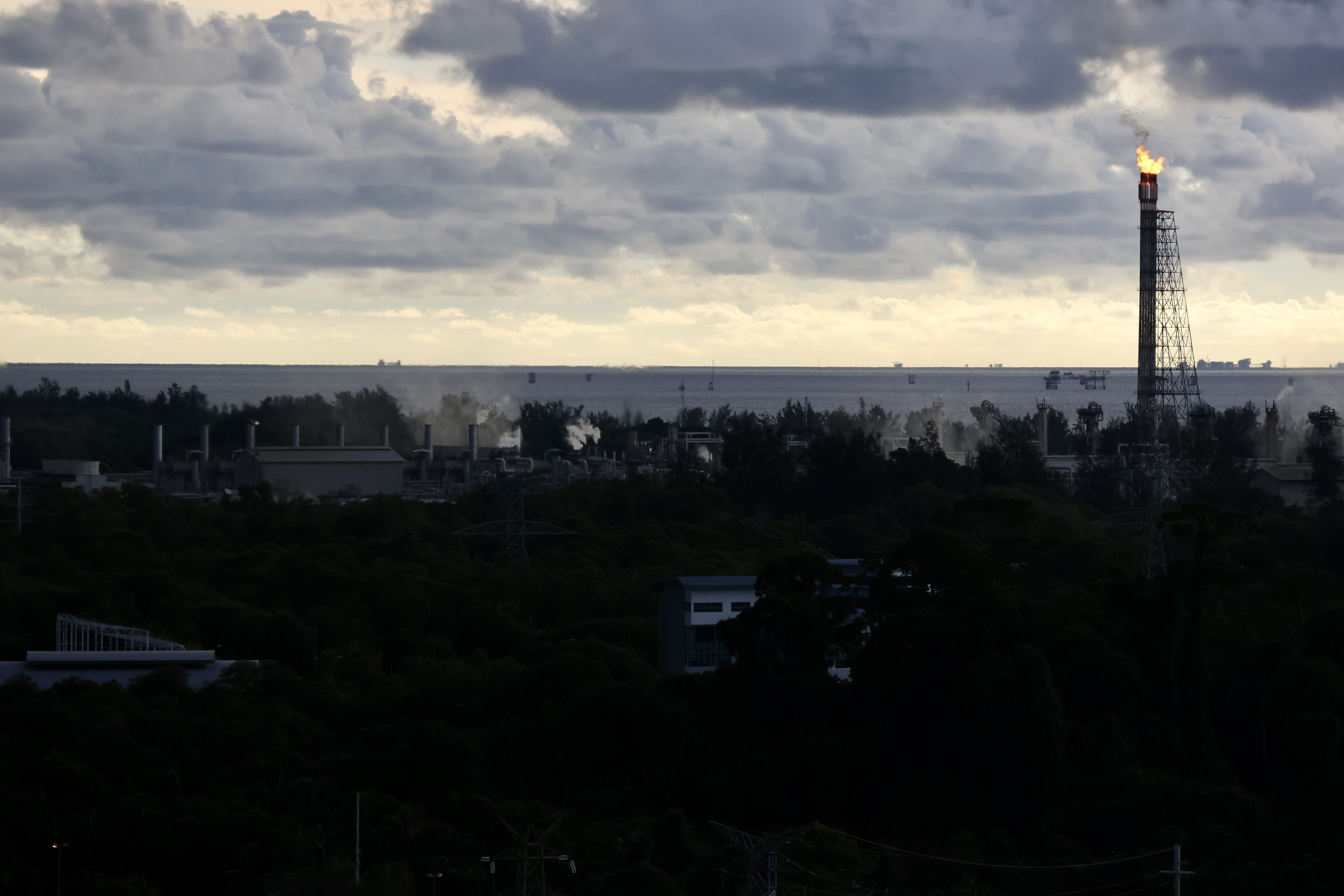
文莱液化天然气公司位在马来奕的工厂

1969年，文莱政府、壳牌公司和三菱商事成立了合资企业文莱液化天然气公司。随着时间的推移，政府的持股比例增加到50%:55。天然气液化工厂于1973年完工，主要向日本出口液化天然气，由廓尔喀部队负责保护，其设施亦由文莱壳牌、三菱等协助建造，建造成本约为6亿文莱元，包括一个4.5公里长的码头，码头上有用于输送天然气的不锈钢管道以及特制的水净化系统:49。

### 文莱壳牌销售公司
成立于1974年的文莱壳牌销售公司由政府和壳牌共同持股，总部位于斯里巴加湾市，主要在文莱境内销售石化产品，其中包括汽油、航空燃油、柴油、润滑油、丁烷气瓶及杀虫剂、清洁剂等。该公司垄断了文莱的石油销售，并在全国经营21家加油站，而燃油价格则接受政府监管，以保持在国际标准的低位。高辛烷值汽油和柴油从新加坡进口并储存在摩拉港的油库中，该港向文莱河和淡武隆河沿岸的河流站供应石油和汽油。此外，该公司还为汶萊國際機場提供航空燃料，并为首都附近的主要发电厂提供燃料:49。

## 社区建设
文莱壳牌石油公司透过石油生产显著促进文莱经济发展外，而且是文莱继政府部门之后的第二大雇主，其在发展马来奕区的基础设施方面也发挥了关键作用:43。文莱亦因高度仰赖壳牌公司所主导的石油产业，以及其政府与壳牌之间的密切关系而经常被称为“壳牌国家”:50:31。
文莱壳牌在投资开发在地石油资源的同时，亦参与了在地社区的建设，1946年成立的文莱壳牌休闲俱乐部，1991年建立的瓜拉贝拉隆油田研究中心（Kuala Belalong Fields Studies Centre）及第十亿桶原油纪念碑，1992年成立的安杜基休闲公园（Anduki Recreation Park），2002年建立的诗里亚能源实验室等设施皆为该公司承担和赞助的社区项目。
文莱壳牌拥有自己的奖学金计划，成立于1972年。其计划旨在发掘具有支持国家发展所需资格和潜力的优秀文莱年轻人。亦为该国完成A-level或国际文凭课程后攻读本科学位的学生提供深造奖学金，除此之外，文莱壳牌亦在当地提供拥有提升就业及在地劳动力能力、鼓励创业的计划。